# Vaterpolska amaterska liga
"Vaterpolska amaterska liga", također i kao "Hrvatska vaterpolska amaterska liga", skraćeno VAL Liga, je vaterpolska liga za muškarce u Hrvatskoj. 

## O ligi
Liga je osnovana 2016. godine. U njoj se natječu amaterski i veteranski klubovi, koji ne moraju biti registrirani pri "Hrvatskom vaterpolskom savezu" (HVS). 
 
Nastala je iz razloga da bi i amaterski igrači (koji većinom igraju utakmice na ljeto, primjerice u 3. HVL) imali organizirana natjecanja i u zimskom dijelu sezone. 
 
Liga se igra u skupinama i kroz turnire u mjestima sa zatvorenim bazenom. 
 
U utakmicama VAL lige mogu sudjelovati igrači sljedećeg statusa bez dobnih ograničenja: 
- amateri
- igrači koji nastupaju u 3. HVL
- igrači koji su nastupali u 2. HVL i 1. B HVL, ako službenu utakmicu na dan turnira nisu igrali najmanje dvije godine
- igrači koji su nastupali u utakmicama Prvenstva Hrvatske, ako službenu utakmicu na dan turnira nisu igrali najmanje četiri godine
- za igrače koji su igrali u inozemstvu se gleda rang natjecanja ekvivaletan prema hrvatskim ligama.

## Dosadašnja izdanja lige
| sezona    | klubova | prvak                        | doprvak          |
| --------- | ------- | ---------------------------- | ---------------- |
| 2016./17. | 8       | Magla 1975 Split             | Val Zagreb       |
| 2017./18. | 10      | Natural Born Chillers Zagreb | Kolpomorto Zadar |

## Sudionici

### Sezona 2017./18.
- Albamaris - Biograd na Moru
- Garestin - Varaždin
- Kolpomorto - Zadar
- Magla 1975 - Split
- Marsonia - Slavonski Brod
- Natural Born Chillers - Zagreb
- Nedjeljom u 9 - Zagreb
- ORKA-RI - Rijeka
- Peter Parker - Karlovac
- Val - Zagreb

### Prijašnje sezone (2016./17.)
- Đakovo - Đakovo

## Unutrašnje poveznice
- 3. HVL
- Alpe-Adria liga

## Vanjske poveznice
- hrvaliga.wordpress.com - službene stranice
- VAL - liga, facebook stranica
- avkkolpomorto.wixsite.com - Kolpomorto Zadar - VAL - Vaterpolska amaterska liga
- vk-orka-ri.hr - ORKA-RI Rijeka - VAL  Arhivirana inačica izvorne stranice od 6. studenoga 2018. (Wayback Machine)